# Colonia Ajusco
La colonia Ajusco es una colonia de clase media ubicada al sur de la Ciudad de México.
La colonia Ajusco se encuentra al sur de la delegación Coyoacán y su perímetro irregular la hace colindar con varias colonias como son Santo Domingo, Adolfo Ruíz Cortines, La Candelaria y Santa Úrsula, que comparten la misma historia de migración que dio lugar a estos asentamientos.
Su extensión es aproximadamente de más de 2 km. cuadrados y alberga a un promedio de treinta mil habitantes. 
El tipo de suelo de la colonia es en su mayoría piedra volcánica originada por la lava emitida por el volcán Xitle, hace miles de años, que cubrió las planicies del Valle de México donde hoy se asienta la colonia Ajusco. Este fenómeno natural generó que la tierra de la colonia fuera muy fértil, aunque de difícil acceso. Los primeros habitantes de la colonia colocaron casas de lámina sobre la piedra volcánica y no contaban con caminos ni alumbrado público, lo cual retrasó el desarrollo de la zona. Algunos habitantes picaron la piedra para construir sus cimientos, lo cual provocó que sus casas quedaran hundidas; otros construyeron sobre la piedra y sus casas quedaron elevadas; esto hace que la colonia tenga un relieve bastante irregular.

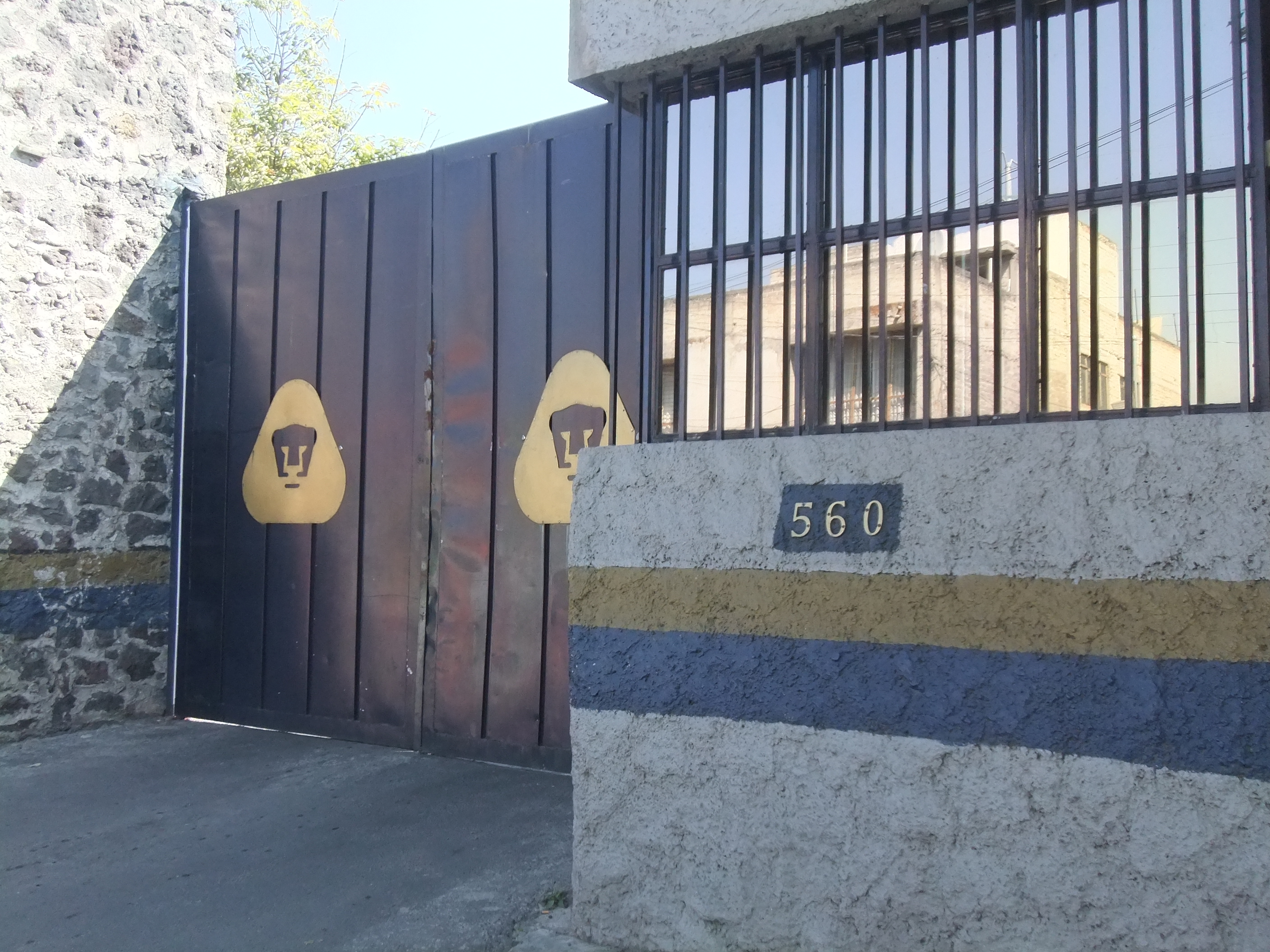
Entrada de la Cantera Pumas.

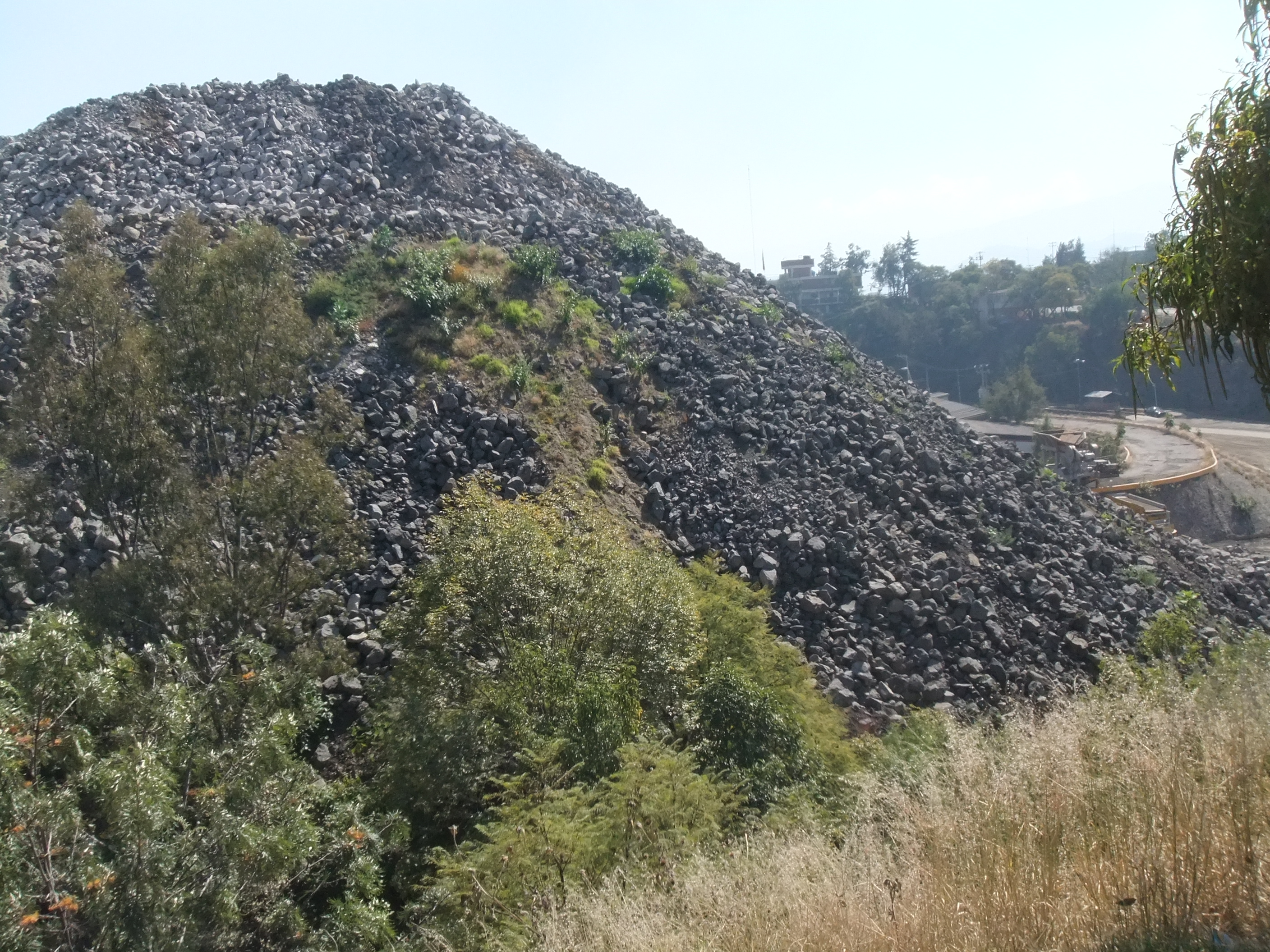
Interior de la Cantera Pumas..

La piedra volcánica de la colonia Ajusco no solo sirvió de base para el desarrollo habitacional, sino que dio lugar a su explotación mediante la planta de asfalto que ha aprovechado este recurso durante muchos años, en la actualidad sigue operando a pesar de haber cedido parte de su terreno al Club Universidad, el cual aprovechó la extracción de más de 5 millones de metros cúbicos de piedra que dejaron un terreno aproximadamente 35 metros debajo de su nivel, lugar en donde hoy se encuentra la cantera de dicho Club. Para acceder hay que cruzar en automóvil un túnel subterráneo que originalmente era utilizado para transportar la mezcla asfáltica, este pasa por debajo de la calle Totonacas y de Av. Aztecas, que es la principal arteria vial de la colonia.
La Av. Aztecas, conocida también por los habitantes de la zona como Av. de  las Torres, se conecta con Eje 10 y Av. del Imán, lo que la convierte en una avenida muy transitada en ciertas horas del día. La avenida es particularmente amplia con grandes camellones que sirven de base para las torres eléctricas de alta tensión, también sirven para la recreación de los habitantes de la zona ya que cuentan con canchas de fútbol, zonas verdes y juegos para los niños. Toda la Avenida Aztecas es un corredor comercial donde predominan los locales de mariachis y mecánica, lo que genera que el jardín de extrema derecha de ambos sentidos este literalmente anulado ya que siempre hay coches estacionados en lugares indebidos, día y noche. Solo hay una ruta de transporte público que transita toda la avenida y va desde el Imán hasta Taxqueña.

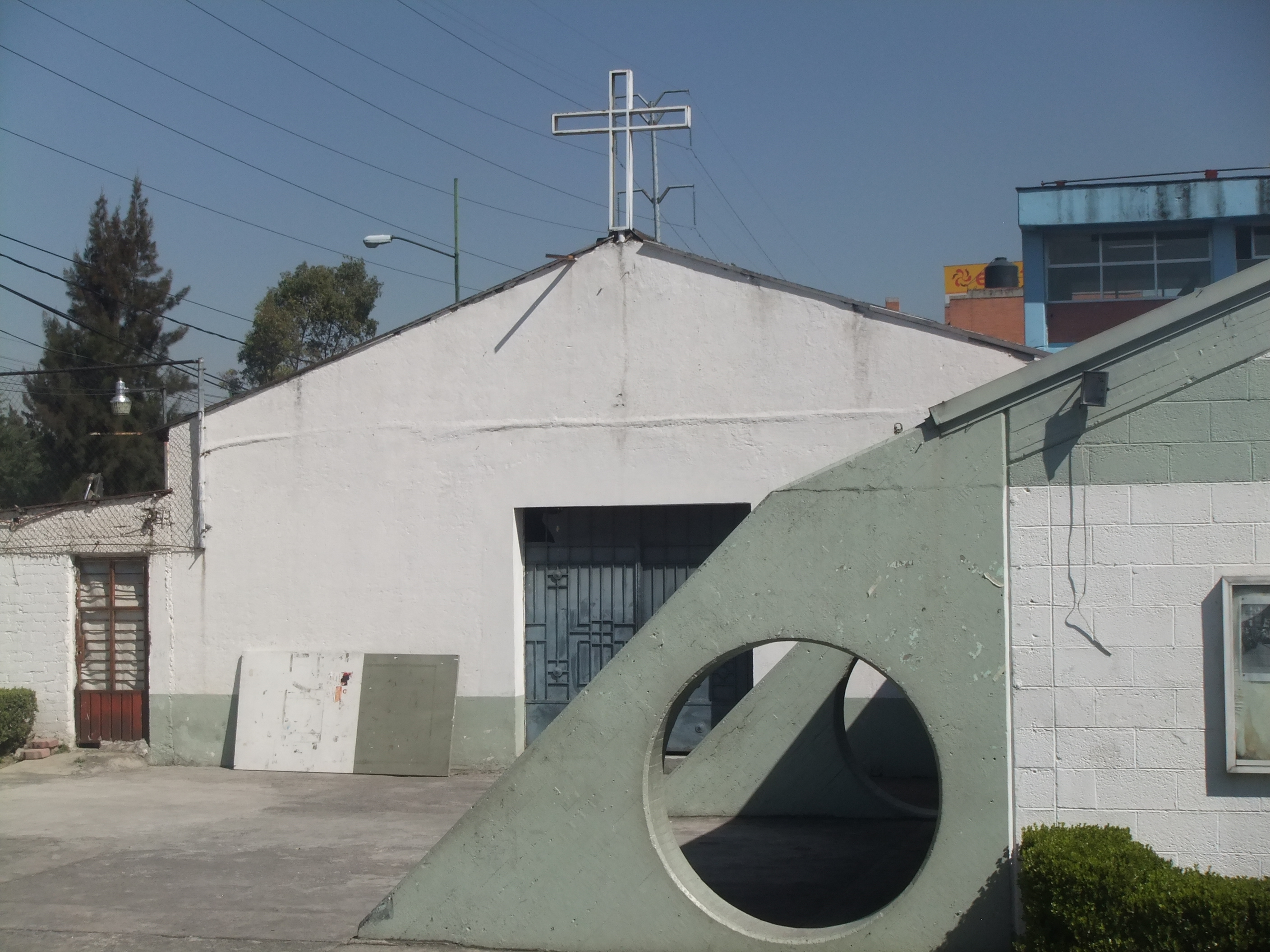
Iglesia de María..

Sobre la Avenida Aztecas y dentro de la colonia Ajusco se encuentran dos iglesias católicas dentro de un clima diversificado de creencias, donde predomina dicha religión. En la colonia hay cuarenta altares a la Virgen de Guadalupe, construcciones pequeñas de aproximadamente un metro de altura que albergan a la imagen de la Virgen. La iglesia de “la Lupita”, conocida así por los habitantes de la zona, es un ejemplo del predominio católico, el 12 de diciembre de cada año tiene su fiesta más grande, para la cual cierran algunas vialidades con el fin de hacer procesiones y ritos religiosos. También se establece una gran feria alrededor de la iglesia durante aproximadamente dos días, que es la duración de la fiesta.
Otro sitio de interés de la colonia Ajusco es el parque ecológico de Huayamilpas, el cual cuenta con jardín botánico, foro para actividades culturales, biblioteca, canchas de fútbol y un lago natural. Este parque fue rescatado por los habitantes de la zona ya que en los años setenta era usado como un basurero. La Alianza Ecologista Nacional instaló canchas de fútbol y basquetbol, e insistió en recuperar el lugar hasta lograrlo. Fue inaugurado en el año de 1993.
El parque Huayamilpas tiene una extensión de 20 hectáreas y fue creado como un espacio recreativo-deportivo para cerca de 90 mil habitantes de siete colonias aledañas: Adolfo Ruiz Cortines Ajusco Huayamilpas, Ampliación de la Candelaria, Pueblo de la Candelaria, Pueblo de los Reyes y Nueva Díaz Ordaz. El parque, además, alberga la 'Casa de la Cultura Raúl Anguiano', la cual da cabida al 'Foro Enrique Alonso', que fue inaugurado en el año de 1994. En mayo de 2009 se comenzó un proceso de limpieza del lago del parque y en octubre del mismo año se llevó a cabo una jornada de reforestación.

## Mercado de la Bola

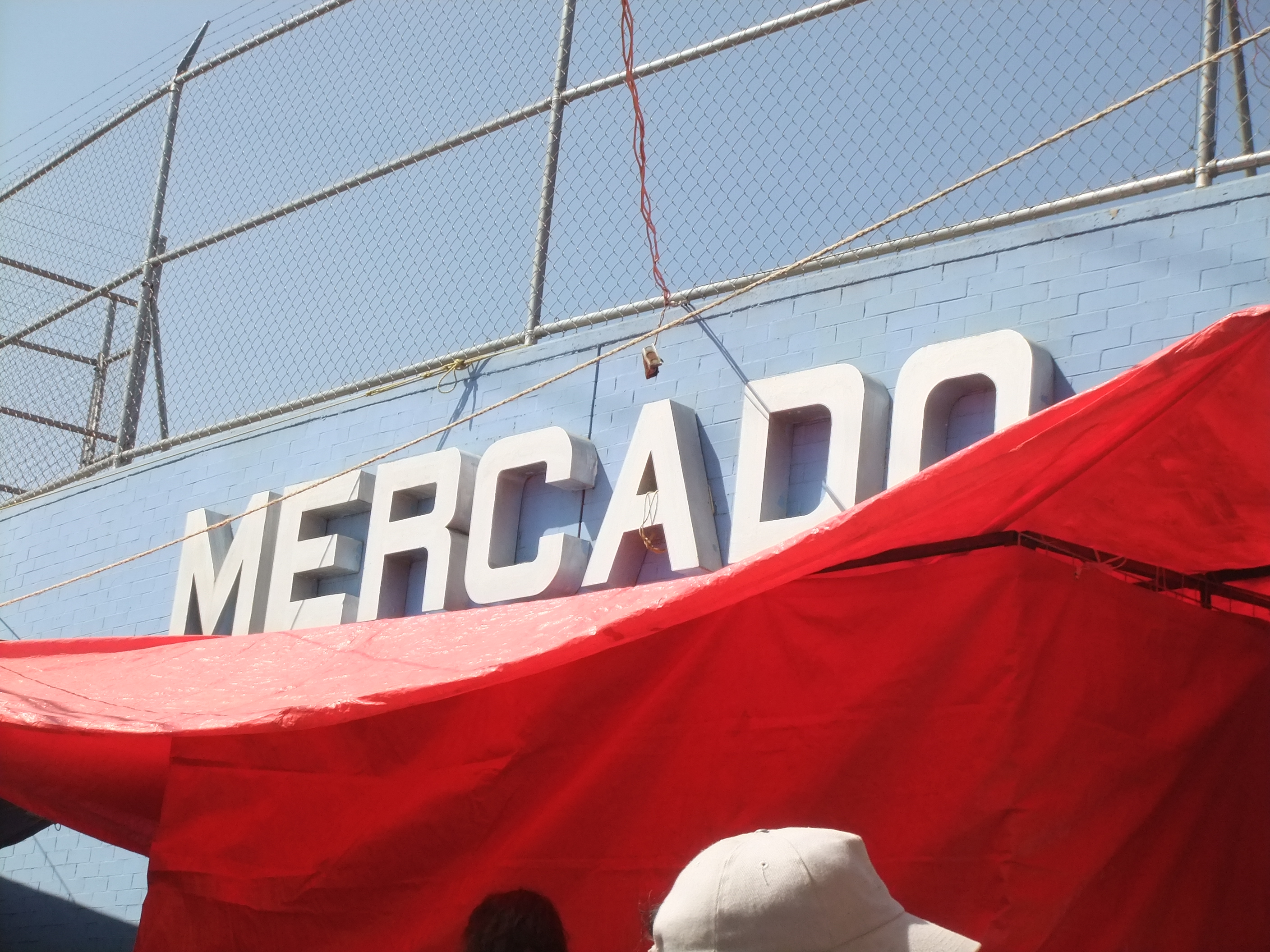
Mercado de la Bola..

La joya de la colonia es el llamado “Mercado de la Bola”, cuyo nombre oficial es Ajusco Montserrat. Es resultado de la transformación de un antiguo tianguis y se convirtió en uno de los mercados más pintorescos de toda la ciudad.
El Mercado de la Bola resalta entre las casas de la zona por su tamaño y arquitectura, pues tiene una gran cúpula roja que lo corona, es redondo y al caminar en círculo por sus pasillos es fácil perder la orientación. Es un típico mercado del Distrito Federal donde se puede comprar verdura, carne, fruta, piñatas, queso, crema, etc. Es el más grande y abastecido de la zona. Como todo mercado de la Ciudad de México, cuenta con locales establecidos al interior de inmueble en dos secciones: el centro de la circunferencia lo ocupan los locales de comida, carnicerías y verdulerías; y la segunda sección tiene locales de mercería en general. Por fuera del inmueble se colocan puestos ambulantes. Sin embargo, a pesar de tener mercancía muy similar al resto de mercados de la zona, es el único mercado en la Ciudad de México en el que se que organizan actividades culturales, propuestas por los propios vendedores, con la intervención de grupos musicales en el llamado “Vive Bola”.

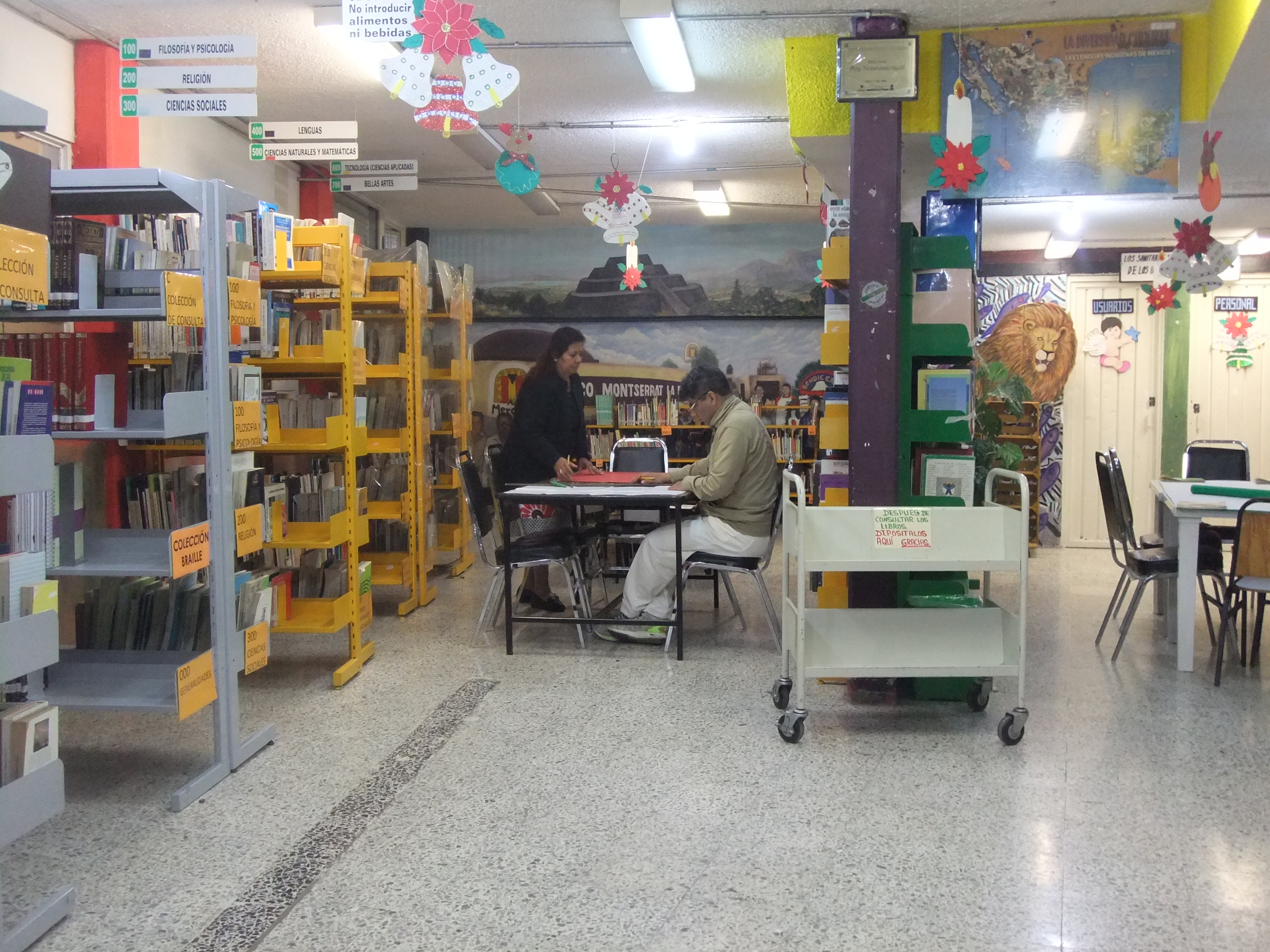
Biblioteca Huayamilpas..

En el mercado también hay una biblioteca pública con un acervo cultural importante en la cual se puede ver un mural del mercado con las figuras de sus fundadores. Otro mural que adorna este mercado es el mural de Abel Benítez, que cubre un muro de 10m de largo por 12m de ancho y narra la evolución del recinto. 
El tianguis que dio origen a este mercado aún existe, se instala todos los domingos en la colonia Ajusco y se ha convertido en el más grande del Distrito Federal, ya que alcanza una extensión de 3 a 4 km.
Cabe mencionar que en el lenguaje popular este tianguis dominical es más conocido como las "chácharas", ya que originalmente eran vendidos artículos de segunda mano, se hizo importante porque puede encontrarse casi cualquier cosa que se necesite, desde herramientas hasta accesorios de alpinismo, por mencionar algunos. Actualmente ya no solo son "chácharas" sino también cosas nuevas y varios locales de comida de diversos tipos: carnitas, mariscos, barbacoa etc. (Ros Arias H., 2015).